# Розбурхане море, що спричинило повінь у Дуврі
«Розбурхане море, що викликало повінь у Дуврі» (англ. Rough Sea at Dover) — німий короткометражний фільм Бірта Акреса. Фільм демонструє події, що відбулися в порту міста Дувр. Прем'єра відбулася 23 квітня 1895 року на кораблі, що прямував до Атлантики, але офіційно вважається, що прем'єра відбулася 14 січня 1896 року в Королівському фотографічному товаристві в Лондоні.

## Сюжет
У фільмі показано порт Дувра в момент повені. Фільм складається з двох окремих знімків різних місць, які були відредаговані разом. Не можливо сказати з упевненістю, що вони були відредаговані разом у вихідній версії. Перша частина має сильні хвилі, як важкі аварійні хвилі від Адміралтейського пірсу в Дуврі. Друга частина з іншого місця вздовж берега річки показує швидку проточну воду. Було припущення, що ця друга половина фільму була взята з Ніагарського водоспаду № 1: верхньої течії річки трохи вище водоспаду фільму, знятого в кінці 1895 року.

## Нинішній стан
Враховуючи його вік, цей короткий фільм доступний для вільного завантаження і перегляду онлайн.